# Иван Терзийски
Иван Марков Терзийски е български опълченец.

## Биография
Роден е през 1849 година в Битоля, тогава в Османската империя. В 1876 година е доброволец в Сръбско-турската война. При създаването на Българското опълчение, на 1 май 1877 година постъпва доброволец в IV рота на I дружина. На 11 август 1878 година в Шипченската битка е ранен. Уволнява се от Опълчението на 11 август 1878 година.
След Освобождението живее в Свободна България – във Видин. Умира преди 1918 година.